# Аллахвердиев, Мехман Ахлиман оглы
Мехман Ахлиман оглы Аллахвердиев (азерб. Mehman Əhliman oğlu Allahverdiyev; 13 января 1960, Кировабад) — советский и азербайджанский футболист, полузащитник и нападающий, азербайджанский футбольный тренер. Мастер спорта СССР, заслуженный тренер Азербайджана (2014).

## Биография
Воспитанник кировабадской ДЮСШ, первый тренер — Константин Абраменко. В 1977 году начал выступать на взрослом уровне в местной команде второй лиги, носившей тогда название «Прогресс».
В 1980 году был приглашён в ведущий клуб республики — бакинский «Нефтчи». Дебютный матч в высшей лиге СССР сыграл 26 октября 1980 года против московского «Спартака», заменив на 66-й минуте Машалла Ахмедова. Во время своего первого прихода в «Нефтчи» не смог закрепиться в команде, сыграв за два с половиной сезона только 13 матчей в чемпионате, в большинстве из них выходил на замены. В весенней части сезона 1982 года играл за клуб второй лиги «Хазар» (Ленкорань).
В 1983 году вернулся в кировабадский клуб, носивший теперь название «Динамо», и стал одним из лидеров атак команды. В 1984 году стал лучшим бомбардиром клуба с 16 голами.
В 1985 году снова был приглашён в «Нефтчи» и стал выходить на поле намного чаще, но в основном на замену. В этот раз провёл в бакинском клубе четыре сезона. Свой первый гол в высшей лиге забил 1 июня 1986 года в ворота «Днепра». В 1988 году потерял место в основе и лишь 3 раза вышел на поле, а его команда по итогам сезона вылетела из высшей лиги. Всего в элите советского футбола сыграл (с учётом периода 1980—1982 годов) 88 матчей и забил 4 гола.
В 1989 году вернулся в родной клуб, игравший в этот период под названиями «Кяпаз» и «Динамо». Провёл три сезона во второй лиге СССР и два сезона — в чемпионате Азербайджана. В 1992 году занял третье место среди бомбардиров чемпионата с 30 голами в 28 матчах. В матче против джалилабадского «Умида» (13:1) забил 10 голов, что стало рекордом азербайджанской лиги.
В 1993 году завершил игровую карьеру и был назначен главным тренером «Кяпаза». Возглавлял команду в течение десяти лет. Неоднократно приводил её к победе в чемпионате страны (1994/95, 1997/98, 1998/99), серебряным (1999/00) и бронзовым медалям (1993/94, 1995/96). Четырёхкратный обладатель Кубка Азербайджана (1993/94, 1996/97, 1997/98, 1999/00). В 2011 году ненадолго возвращался на тренерский мостик «Кяпаза». Также в разные годы работал президентом и исполнительным директором клуба.
Принимал участие в матчах ветеранов.

## Личная жизнь
Брат Физули (род. 1963) также в прошлом футболист.